# Haute École provinciale de Hainaut Condorcet
 (novembre 2024).
 (octobre 2014).
 (octobre 2014).
La Haute École provinciale de Hainaut - Condorcet (HEPH Condorcet) est une Haute École officielle dont le Pouvoir Organisateur est la Province de Hainaut. 
Cette institution est le fruit de la fusion en septembre 2009 des trois Hautes Écoles provinciales situées en Hainaut : 
- La Haute École Provinciale Mons-Borinage-Centre (HEPMBC)

- La Haute École Provinciale du Hainaut Occidental (HEPHO)

- La Haute École Provinciale Charleroi - Université du travail (HEPCUT)

La HEPH Condorcet propose plus d'une centaine de cursus de type court (bacheliers) et de type long (masters) mais aussi des bacheliers de spécialisation ainsi que des formations continuée. 

## Formations
Elle propose un éventail de formations à travers onze catégories :
- Agrobiosciences et chimie
- Santé publique
- Sciences logopédiques
- Sciences de la motricité
- Arts appliqués
- Marketing, management touristique et hôtelier
- Sciences économiques, juridiques et de gestion
- Sciences et technologies
- Sciences de l'enseignement
- Communication, éducation et sciences sociales